# Bordelage
Le bordelage peut désigner dans la France du Moyen Âge et de l'Ancien Régime :
- une redevance seigneuriale portant sur les terres relevant du système du bordelage. Il existe en Bourbonnais et en Nivernais. Cette redevance consiste en une proportion de la production agricole payable en nature ou en argent. En deçà de 4 lieues entre les terres et le domicile du seigneur l'impôt est portable. Le bordelage s'apparente au servage. Les terres soumises à ce système ne se transmettent qu'en ligne directe. Les droits de mutation sont très élevés.

- des établissements privés où des maquerelles offrant le service de prostituées, cette « prostitution en chambre » faisant parfois appel à des prostituées indépendantes[1].